# Crkva Svetog Vendelina u Zemunu
Crkva Svetog Vendelina bivša je neogotička katolička crkva u Zemunu. Crkvu je koristila njemačka katolička zajednica. Građena je od 1888. do 1892. godine, oštećena je 1944. i konačno srušena 1955. – 1957.
Crkvu je projektirao Hermann Bollé. Posvećena je 20. listopada 1888. na dan svetog Vendelina po kojemu je crkva i dobila ime.
Pripadnici SKOJ-a organizirali su radnu akciju 1955., ali su je srušili samo djelomično. Konačno je 1957. godine crkva srušena u potpunosti. Također, bilo je uništeno i njemačko groblje, a od nadgrobnih spomenika napravljene su stepenice.